# Coke (charbon)
Pour les articles homonymes, voir Coke.

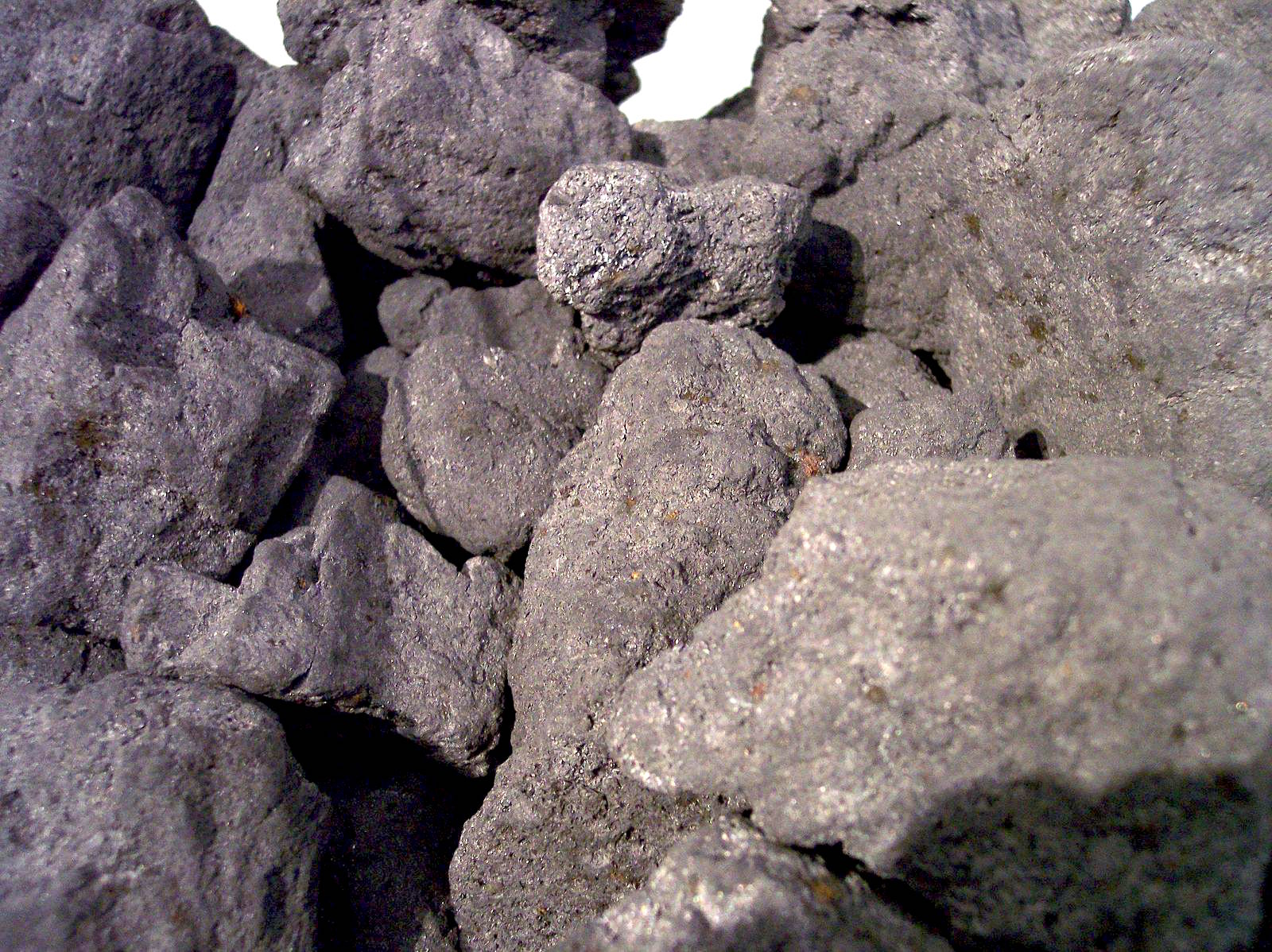
Photographie de coke.

Le coke est un combustible obtenu par pyrolyse de la houille dans un four à l'abri de l'air ; ces fours sont regroupés en batteries dans une usine appelée cokerie. Ce procédé a longtemps été très polluant et l'est encore dans les pays en développement. En Europe, il ne subsiste que quelques cokeries dont les émissions, les sous-produits et les déchets sont contrôlés : cependant, malgré une réglementation écologique plus stricte, ces usines restent des sources d'importante pollution atmosphérique et de gaz à effet de serre,.

## Processus de production

### Cokerie

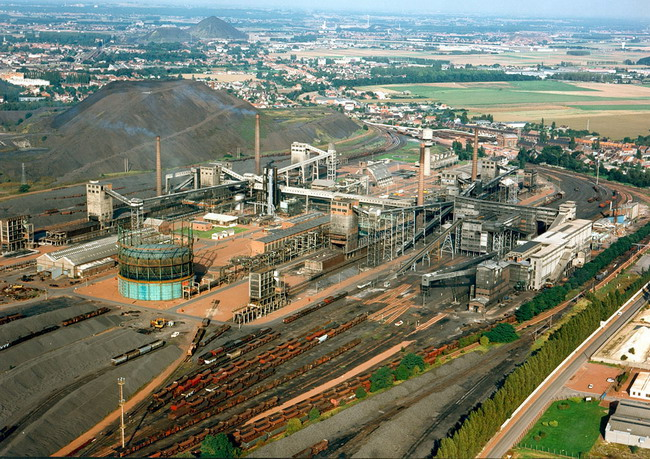
Vue aérienne dans les années 1980 de la cokerie de Drocourt, Pas-de-Calais.

Le coke est fabriqué dans une usine appelée cokerie ou, plus anciennement, fours à coke. Cette usine comprend plusieurs séries de fours rectangulaires disposés en batterie (en général entre 25 et 30 fours par batterie). La cokerie peut comprendre 12 batteries de 30 fours chacune. Les cokeries peuvent produire différentes variétés de coke en fonction de la qualité du charbon et de la durée de cuisson. Il existe du coke de fonderie, du coke sidérurgique et même du coke domestique, destiné à être brûlé comme des boulets de charbons agglomérés.

### Fabrication

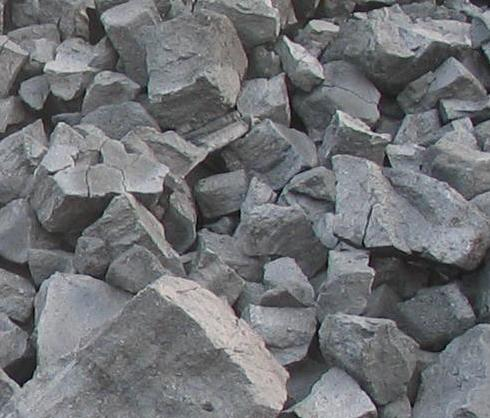
Blocs de coke après refroidissement.

La cuisson peut durer entre 16 et 40 heures en fonction de la qualité recherchée. Durant cette « cuisson », le mélange de houilles enfourné est transformé en coke par élimination des matières volatiles, puis par transformation physique.
Les houilles sélectionnées pour les cokeries dites « charbons à coke », se transforment, à une certaine température, en une pâte plastique avant de se resolidifier à une température supérieure. Le coke ainsi obtenu est refroidi et criblé.

### Pâte à coke
La première étape de la fabrication consiste à préparer le charbon avant son enfournement. La qualité finale du coke dépend étroitement de cette étape. Elle consiste à doser et à mélanger les différents types de charbon. Cette opération est généralement automatisée. Le mélange est ensuite broyé.
Le charbon peut être mélangé avec du fioul dans une proportion allant de 1 à 5 ‰ en masse. Cette opération appelée fioulage permet de diminuer le gradient de densité dans les fours de cokéfaction remplis par gravité.
Il peut aussi être ajouté de la poussière de coke (appelé poussier de coke), broyé très finement, ayant comme résultat après la cuisson, un coke plus gros en granulométrie appelé coke de fonderie. Ce procédé était employé à la cokerie de Drocourt (Pas-de-Calais, région Hauts-de-France, France).

### Cuisson

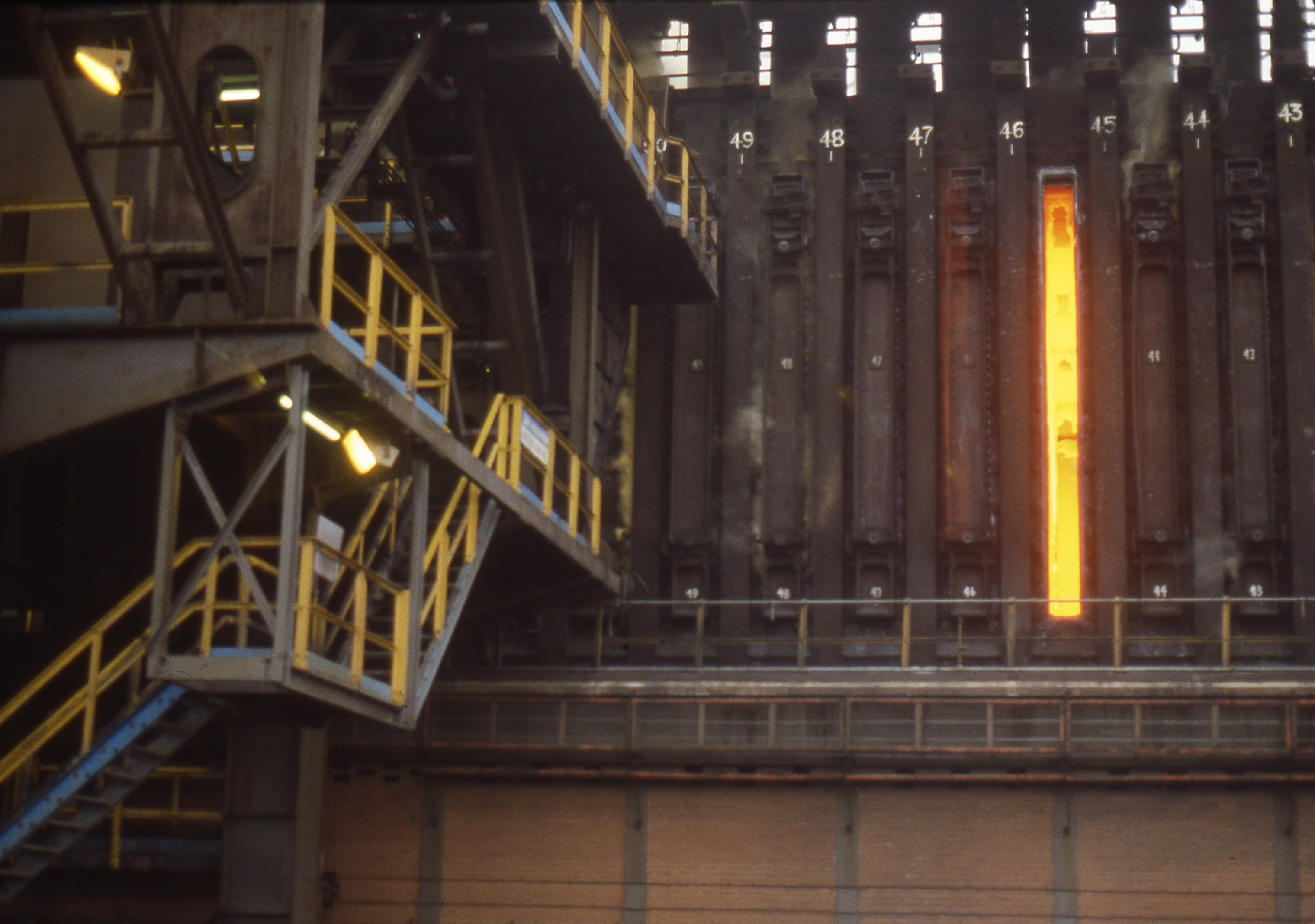
Un four à coke au Pays de Galles.

Pour les cokes utilisés dans la sidérurgie, la pâte est enfournée dans des fours dits à chambre verticale.
Le four est constitué de deux parois (les panneresses) de briques réfractaires et fermé à chaque extrémité par une porte. La chambre est parallélépipédique généralement d’une longueur comprise entre 12 et 18 m, d’une largeur comprise entre 0,4 et 0,8 m et d’une hauteur comprise entre 4 et 8 m. Les panneresses ne sont pas parallèles, on les construit avec un léger angle d’ouverture. Cet angle a pour but de faciliter le défournement.
Le chauffage du four est assuré par des piédroits constitués d’une série de chambres (les carneaux) disposées de chaque côté. Il y a un piédroit de chaque côté du four. Le système de chauffage permet d’obtenir une température de 1 200 à 1 350 °C. La voûte et la sole ne sont pas chauffées.
Les fours sont disposés en batterie de 10 à 100. Un carneau est commun à deux fours. La batterie de fours dispose d’accumulateurs de chaleur permettant de récupérer puis de restituer la chaleur résiduelle non utilisée à la sortie des carneaux.
Pour obtenir du coke métallurgique (utilisable dans les hauts-fourneaux), pour des températures de 1 200 à 1 350 °C, le temps de chauffage varie entre 16 et 20 heures.
La première machine à intervenir dans le processus de fabrication du coke est l'enfourneuse qui, par l'intermédiaire de trémies, va enfourner une certaine quantité de houille (souvent autour de 40 tonnes) à travers des bouches (appelées tampons) situées à la cime des fours.
Pendant le chauffage, la pâte à coke passe par divers stades. La première étape jusqu’à 150 °C est le séchage. Elle se caractérise par l’évaporation de l’eau. Vers 350 °C, la pâte se ramollit et sa viscosité diminue. Elle aura une valeur minimale aux environs de 450 °C. Ces phénomènes s'accompagnent d’un fort gonflement de la pâte. Ensuite sa viscosité augmente et elle se resolidifie vers 550 °C. Au-dessus de cette température, on passe à la phase de carbonisation du semi-coke. La pâte se contracte et il y a émission de matières volatiles qui sont récupérées.

### Défournement et extinction

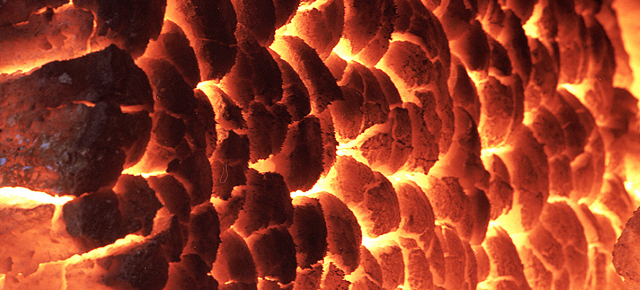
Coke après sa sortie du four ou défournement.

La défourneuse pousse avec un bélier et par l'intermédiaire d'une crémaillère de plus de 10 mètres le coke chaud (environ 1 000 °C) vers le couloir du guide-coke. Ce guide-coke sert, par l'intermédiaire d'un couloir, à faire passer le pain de coke, pour tomber dans le wagon du coal-car (également appelé loco).
Le coal-car va ensuite dans une tour d'extinction dans laquelle le coke sera refroidi par aspersion d'eau. Ce refroidissement s’accompagne d’un fort dégagement de vapeur d’eau puisque ce sont environ 80 m3 d'eau (2 m3 d'eau sont nécessaires pour éteindre 1 tonne de coke à 1 000 °C) qui sont déversés en 1  à   2 minutes, le tiers environ s'échappe en vapeur.
Un autre rôle de cette extinction à l'eau est de retirer du soufre du coke, qui est un élément particulièrement gênant en métallurgie, lorsque le coke est utilisé dans les hauts fourneaux.
Le refroidissement s’accompagne d'une fragmentation en morceaux de diverses tailles. Avant son utilisation, il est criblé afin de trier les morceaux en fonction de leur taille.

### Récupération et traitement des matières volatiles
La fabrication de coke s’accompagne de l’émission d’un certain nombre de matières volatiles : gaz (dihydrogène, méthane et divers composants minoritaires comme l'acétylène, l'éthylène, les oxydes de carbone), benzène et goudron de houille.
À la sortie du four ces matières sont à une température d’environ 800 °C. Le gaz est refroidi par aspersion d’eau. Les gaz et les matières sont séparées, lavées. Elles sont ensuite valorisées soit par combustion des gaz directement dans l'usine sidérurgique soit par transformation chimique.
Le goudron est traité par distillation et traitement chimique des huiles obtenues. On peut ainsi obtenir des produits comme le benzène, le toluène, le phénol, le crésol, la naphtaline, etc.. Toutes ces transformations étaient à la base de la carbochimie qui a perdu de l'importance au profit de la pétrochimie à partir des années 1960.
La cokéfaction du charbon appelée parfois également distillation du charbon fut aussi utilisée pour la fabrication du gaz d'éclairage. Son utilisation prit de l'importance après la découverte en 1885 par Carl Auer von Welsbach du manchon à incandescence qui permit son utilisation comme moyen d’éclairage. Son utilisation comme moyen d'éclairage disparut à la suite du développement de l'électricité.

## Utilisation
Le coke est principalement utilisé en sidérurgie pour réduire le minerai de fer dans un haut fourneau afin d’obtenir la fonte qui est ensuite transformée en acier. Il est également utilisé pour l’élaboration de la fonte en cubilot, la fabrication de ferroalliages et dans certains fours à chaux.
Constitué de blocs de taille homogène capables de résister à de fortes pressions, c’est un combustible présentant un pouvoir calorifique élevé, permettant le traitement de minerais ou de charges métalliques dans des fours verticaux de plus ou moins grandes dimensions. Son apport dans le processus comprend à la fois la réduction des oxydes, l’obtention de températures élevées et un apport en carbone.

## Histoire

### Démarrage

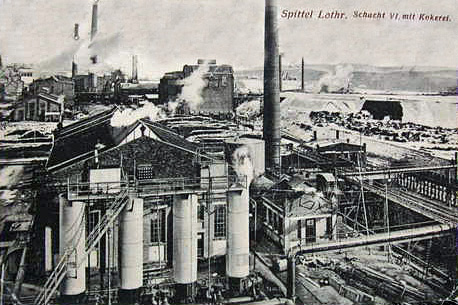
L'Hôpital (Moselle) : la cokerie de 1910.

C’est le risque de pénurie de charbon de bois qui oblige l’industrie métallurgique anglaise à rechercher une autre matière première. L’idée est d’utiliser le charbon de terre. Or, à l’état brut celui-ci est impropre aux utilisations de cette industrie.
La date de l’invention du coke n’est pas réellement connue et l’on trouve dans la littérature diverses dates. Le grand métallurgiste allemand du XIXe siècle, Adolf Ledebur, mentionne un dépôt de brevet par l’anglais Dudd Dudley en 1619. Jacques Corbion, dans son dictionnaire sur les hauts-fourneaux précise très clairement que la date est très variable en fonction des sources. Il mentionne par exemple plusieurs dates de tentatives a priori non couronnées de succès : 1612 (Sturtevant), 1619 (Dudley), 1631 (Buck), 1677 (Blavenstein).
Le nom et l’orthographe du coke furent longtemps variables. On trouve les noms suivants : coacks, coacs, coadks, coak, coaks, cock, cocke, coghes, cook, coque, coucke, couke, cowkes, koacks, koak, kock, koeks. Une lettre de 1738, recopiée par le chimiste Jean Hellot, donne ce qui est certainement le premier récit en français de la fabrication du coke en Angleterre : "Voicy la maniere dont j'ai vu changer le charbon de terre en coucke." La première attestation de l'orthographe coke se trouve dans le Traité de minéralogie d'Alexandre Brongniart (vol. II, p. 17) en 1807.
Le développement réel de la production de coke aura lieu à la fin du XVIIIe siècle. C’est notamment le remplacement du charbon de bois par le coke par Abraham Darby qui lança son utilisation industrielle.
En France, c'est Gabriel Jars (le jeune) qui réussit la première fonte au coke. Celle-ci est réalisée à Hayange dans les grandes usines des Wendel en janvier 1769,.

### Évolution des moyens de production

#### Combustion en meule

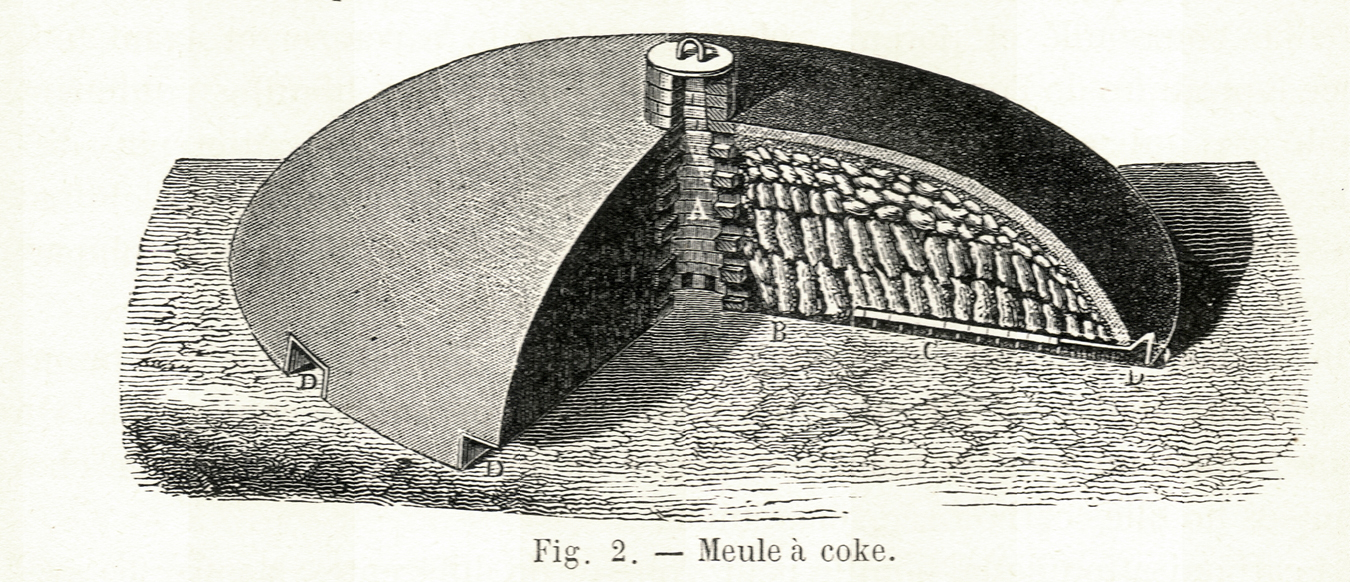
Coupe d’une meule à coke avec une cheminée en brique : « On construit dans l’axe de la meule une cheminée percée de nombreuses ouvertures dans la partie qui dit être entourée par la houille ; cette cheminée est surmontée d’un chapeau en tôle qui permet de régler le tirage ; la figure indique comment la houille est disposée autour de cette cheminée. DD sont les canaux qui amènent l’air vers la cheminée ; on les établit en briques, depuis le bord inférieur de la meule, jusqu’au point C ; à partir de là ils se continuent en gros morceaux de houille ; on place à la partie inférieure de la meule les plus gros morceaux, au-dessus les fragments d’une moyenne grosseur que l’on recouvre avec les plus menus ; au milieu de ces derniers on ménage quelques canaux en briques prolongés jusqu’à la cheminée et on recouvre le tout de débris de coke.»

La méthode de fabrication la plus ancienne est la combustion en meule, qui a ordinairement de 1,50  à   2 m de hauteur et contient 10  à   30 tonnes de houille.. La méthode est identique à celle de la combustion en meule pour la fabrication du charbon de bois :
« Dans les plus anciennes meules, disposées à peu près comme les meules de bois dans les forêts, la houille est réduite en morceaux d’un décimètre cube qu’on range de façon à former un tertre conique, qu’on recouvre de paille et de terre franche humectée. Ce tertre contient 7 500 kg, de combustible. Au bout de quatre jours de feu, on obtient 40 p. 100 de coke, qu’on éteint en l’arrosant d’eau… »
— M. J. Girardin
Ce procédé, issu de la fabrication du charbon de bois ne donne pas de bons résultats et ne peut être utilisé qu’avec des morceaux de charbon de grandes dimensions. Un premier perfectionnement a consisté en l’installation d'une cheminée en brique au milieu de la meule. Girardin attribue cette invention au métallurgiste britannique Wilkinson.

#### Combustion en four

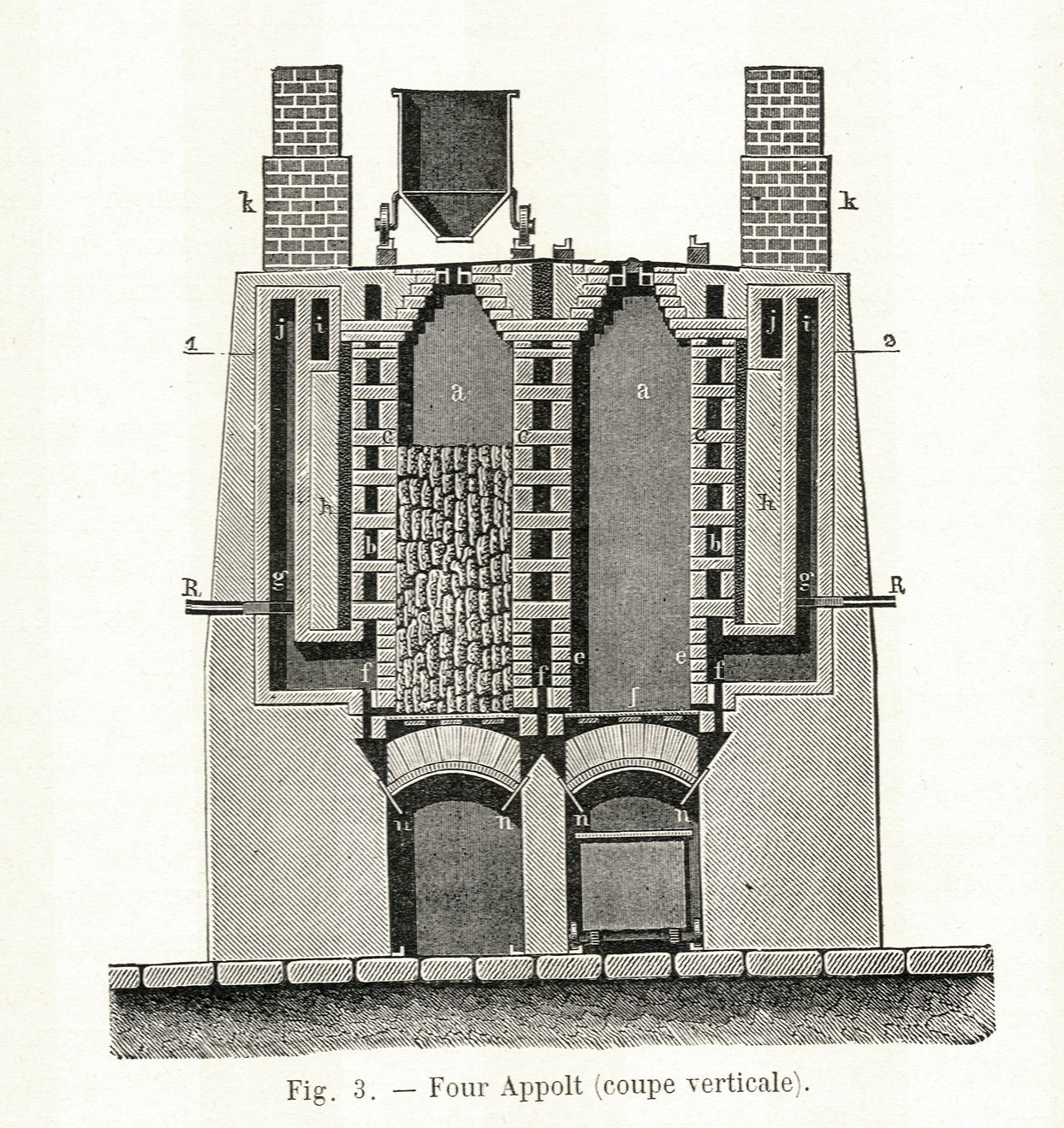
Le four Appolt.

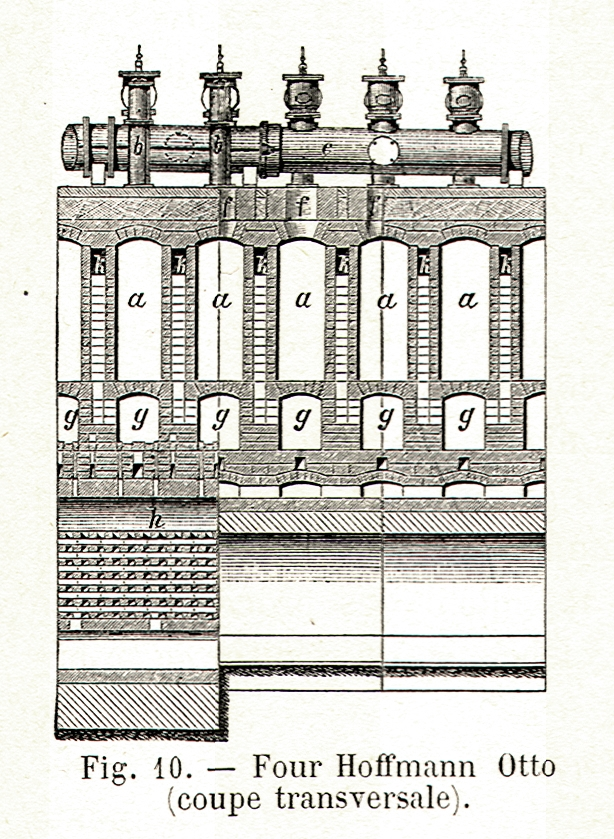
Un exemple de four avec récupération des sous-produits, le four Hoffman Otto : « Les produits volatils sortent du four par les ouvertures bb et sont dirigés par des tuyaux verticaux vers les barillets cc qui règnent sur toute la batterie… Des barillets, les gaz sont appelés par un aspirateur dans l’appareil où se fait la condensation et l’épuration… ».

Les producteurs utilisèrent ensuite des fours de conception simple : par exemple, le four Schaumburg était constitué d’un simple mur d’enceinte sans voûte . Girardin décrit un four constitué d’un simple cylindre en terre ou en fonte qui ne permet que la fabrication d’un coke à usage « domestique » et impropre aux utilisations métallurgiques.
Les besoins croissants de l’industrie métallurgique ont permis un perfectionnement des fours. Ces fours améliorés sont pourvus de chambres étroites, chauffées de l’extérieur, par les gaz qui se dégagent de la carbonisation et qui sont brulés dans les carmeaux constituant le système de chauffage. On remarquera que ces caractéristiques sont celles du four actuel décrit dans cet article.
À partir de ces caractéristiques plusieurs conceptions ont vu le jour :
- les fours à remplissage vertical comme le four Appolt. D’après Ledebur ce type de four présentait de gros avantages techniques mais leur construction et leur maintenance sont sensiblement plus coûteuses[16],
- les fours à remplissage horizontal comme les fours Haldy, Coppée ou encore François-Rexroth : « Four François-Rexroth :… Les gaz sortent de la cornue par 14 ouvertures latérales et descendent par autant de carmeaux latéraux verticaux séparés les uns des autres par des cloisons très minces qui procurent aux parois du four une très grande solidité… de ces carmeaux les gaz arrivent sous la sole qu’ils parcourent deux fois dans toute la longueur, puis dans une galerie souterraine d’où ils vont à la cheminée. »— Adolf Ledebur[21]

### Un sous-produit, le goudron
Johann Joachim Becher dans son ouvrage Närrische Weißheit Und Weise Narrheit de 1682, aurait été le premier à proposer la fabrication de goudron de houille sur le modèle employé par les Suédois pour obtenir le goudron de pin. Il signale que le charbon obtenu après extraction du goudron est utilisable; le goudron de houille aurait par ailleurs été fabriqué pendant de nombreuses années dans la Principauté de Liège et dans d'autres parties de l'Empire germanique; le charbon était distillé dans une enceinte en fonte d'acier. Le Numéro 228 des Philosophical Transactions (vol. XIX, p. 544), publié en mai 1697, contient un « Account of the making (of) pitch, tar, and oil out of a blackish stone in Shropshire, communicated by Mr. Martin Ele, the inventor of it ». Le minéral utilisé est décrit comme une roche noirâtre et poreuse, recouvrant les couches de charbon, à Broseley, Bentley, Pitchford, etc. et la partie bitumineuse a été séparée en cassant la roche en poudre et en la faisant bouillir avec de l'eau. Le goudron, jusque là du goudron de pin était un matériau stratégique employé dans le calfatage des navires de toutes les marines d'Europe. Le marché était historiquement détenu par la Suède. Une politique mercantile agressive de la Suède visant à imposer la Compagnie suédoise pour le commerce du goudron comme seule compagnie habilitée à distribuer le goudron suédois oblige alors l’Angleterre à se fournir dans ses colonies d'Amérique. Il est probable que la Guerre d'indépendance des États-Unis en interrompant le commerce entre l'Angleterre et l'Amérique du Nord, a rétabli la difficulté antérieure concernant l'approvisionnement en goudron, et a conduit à l'établissement de la fabrication de goudron à partir du charbon.
Des perfectionnements importants dans la récupération des sous-produits (goudron, ammoniac) sont attribués à François Carvès en 1867 qui fit une installation d'un certain type de four à Saint-Étienne,.

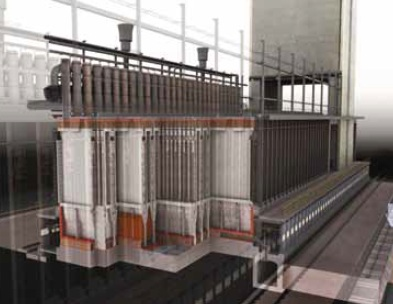
Coupe virtuelle d'une batterie de fours à coke moderne.